# 绫纱榧螺
绫纱榧螺（学名：Oliva sidelia），是新腹足目榧螺科榧螺属的一种。主要分布于印度尼西亚、台湾，常栖息在潮间带砂底。